# Сенганн мак Дела
Сенганн мак Дела – (ірл. - Sengann mac Dela) – верховний король Ірландії з племені Фір Болг. Брат легендарного короля Ірландії Слайне мак Дела (ірл. - Sláine mac Dela). Час правління (згідно середньовічної ірландської історичної традиції): 1507 — 1502 до н. е. (згідно «Історії Ірландії» Джеффрі Кітінга) або 1927 — 1922 до н. е. згідно хроніки Чотирьох Майстрів. Син Дела (ірл. – Dela). Змінив на престолі своїх братів - Ганна мак Дела та Генанна після їх смерті від епідемії чуми. 
Коли плем’я Фір Болг переселились в Ірландію (до того незаселену, спустошену епідеміями і нашестям фоморів), п’ять братів розділили між собою острів Ірландія. Ганн мак Дела та Сеннганн (ірл. – Gann, Senngann) висадились в місцевості Інбер Дубглайсе (ірл. - Inber Dubglaise) – нині узбережжя Мюнстера.  Ганн і Сеннганн розділили між собою землю Мюнстер – Ганн став володіти північним Мюнстером, а Сеннганн – південним.
Після смерті всіх братів – синів Дела став правити Ірландією як верховний король і єдиний правитель. Правив Ірландією протягом 5 років. Був вбитий Фіахою Кеннфіннаном (ірл. - Fiacha Cennfinnán) – онуком його брата Рудрайге, який вважав, що у нього більше прав на престол верховного короля Ірландії. 